# 日本NCR
日本NCR株式会社（にほんエヌシーアール、英: NCR Japan, Ltd.）は、東京都中央区に本社を置き、情報処理システム、通信システム、ソフトウェア等の製造販売ならびにこれらに関連するサービスの提供する日本の企業。米国NCR社の日本法人。

## 概要
情報システムのグローバル企業であるNCRの日本法人で、製造業に対するデータウェアハウス製品、流通業に対するストア・オートメーション・システム、金融業に対する手形・小切手管理システム、外為システム、コールセンター・システム等の製品を製造販売する他、それら製品のメンテナンス事業等を行っている。一般消費者の目に触れる製品ではレジスタ、バーコードスキャナー等があり、関連会社を通じて現金自動預け払い機（ATM）等の金融機関向け機械の製造も行っている。キャッシュレジスターやATMにおいては、世界最大手である。
2005年（平成17年）12月期の売上構成はコンピュータ製品37%、システム・サービス26%、技術サービス等37%となっている。

## 沿革
- 1920年（大正9年）2月 - 日本金錢登録機株式會社として設立。
- 1935年（昭和10年）7月 - アメリカ・NCR（ザ・ナショナル・キャッシュ・レジスター・カンパニー）社と資本・技術提携。
- 1943年（昭和18年） - 日本金錢登録機がNCRの販売会社を吸収合併。
- 1946年（昭和21年）7月 - 日本ナショナル金銭登録機株式会社に改称。
- 1951年（昭和26年）12月 - アメリカ・NCR社と再び提携。戦後初の外資導入として70%の出資を受けた。
- 1961年（昭和36年）10月 - 東京証券取引所第2部、大阪証券取引所第2部に上場
- 1962年（昭和37年） - 東京・赤坂にNCRビルディング竣工（2000年に日本財団に売却。現日本財団ビル）
- 1964年（昭和39年）4月 - 東京証券取引所第1部、大阪証券取引所第1部に指定替え。
- 1973年（昭和48年）2月 - 日本エヌ・シー・アール株式会社に改称。
- 1994年（平成6年）6月 - 日本エイ・ティ・アンド・ティ情報システム株式会社に改称。
- 1996年（平成8年）4月 - 日本エヌ・シー・アール株式会社に再び改称。
- 1998年（平成10年）6月 - TOBにより、アメリカ・NCR社が株式の97.5%を取得。
- 2000年（平成12年）6月 - 現在の東京証券取引所から上場廃止。
- 2004年（平成16年）3月 - 日本NCR株式会社に変更。
- 2007年（平成19年）8月 - テラデータ事業を分社化。

## 歴史
前身は間宮勝三郎が創業した株式会社間宮堂を藤山コンツェルンの1社とするべく藤山愛一郎が出資し改名した日本金銭登録機株式会社である。間宮精一は藤山の買収後に日本金銭登録機の技師長となった。その後、愛一郎の弟の田中元彦が副社長、その息子の田中稀一郎が社長を務めた。
戦前に機械式キャッシュレジスターの製造を開始し、アメリカ・NCR社と提携。第二次世界大戦後は戦後初の外資進出となるNCR社からの出資を受け入れ、100%子会社を基本とするNCRの現地法人としては異例の子会社となった。
レジスターの電子化とともに、現金自動支払機（CD）、現金預入払機（ATM）等を開発。また、親会社NCRの開発する大型・中型コンピュータと組み合わせた金融機関向けのコンピュータ機器・システム販売で成長した。2006年（平成18年）現在、大手銀行店舗で見ることの出来る、通帳の記入ページを使い終わったら新たな通帳を発行する通帳記入機は日本NCRが1983年（昭和58年）に初めて開発している。
1970年代から1980年代にかけては親会社NCRが開発するパソコン、UNIXワークステーション、AXパソコンから大型汎用機までをカバーするコンピュータメーカーでもあった。1983年には、8086とZ80を搭載するデュアルCPUアーキテクチャを採用したパーソナルワークステーションNCR9005を発売した。OSとして8086にはMS-DOS、Z80にはCP/M-80をそれぞれ提供。本体価格は89万8,000円(メモリ128KB、5インチFDD、グリーンCRT(グラフィックメモリ64KB)、プリンタ無し)、24ピン漢字プリンタを付け、カラーCRT(グラフィックメモリ192KB)にすると、193万1,800円。また、Apple Computerが日本においてMacintoshを発売する際には保守についての提携も行っていた。
当時は親会社の製造するコンピュータ機器の使用を前提とした自前主義と言われ、代理店販売ではなく直接販売が多かった。1980年代後半の日本の好景気の時期には大型システム導入が相次ぎ、日本NCRもイトーヨーカ堂のスーパーマーケット業界初の全商品・全店舗一括管理のPOSシステム（1985年（昭和60年））、住友銀行の勘定系ホストコンピュータシステム（1986年（昭和61年））等の実績を残している。
尚、パナソニックが海外で「National」ブランドを普及させることができなかった理由は、当時すでにNCRが日本以外の各国で「National」を商標登録していたためである。

### コンピュータメーカーからの脱皮
しかし、1990年代に入り主力の金融業界・流通業界がバブル景気崩壊によりシステムの需要が低迷、急速に業績が悪化した。レジスター生産は海外に移転、蒲田工場を閉鎖、希望退職者を募集するなどリストラを図るも1995年（平成7年）12月期には上場以来の初の最終赤字となり、1998年（平成10年）12月期には上場以来初の経常赤字まで落ち込んだ。
また、資本関係についても1991年（平成3年）3月に親会社NCRに対しAT&TによるTOBが行われ、AT&Tの子会社となりAT&TGISに改称。日本NCRも1994年（平成6年）6月には日本エイ・ティ・アンド・ティ情報システム株式会社に改称している。1995年（平成7年）頃まではAT&Tブランドのパソコンやワークステーション、汎用機の販売を行っていたが1995年秋にはAT&Tがパソコン、コンピュータ製造から撤退。
1996年（平成8年）1月にはAT&TGISが再びNCRに改称。日本法人も同年4月に再び日本NCRに改称し、1998年（平成10年）4月にはNCRがエヌ・シー・アールホールディングス日本法人を通じてTOBを行い子会社化。2000年（平成12年）6月30日をもって上場廃止となるなど経営の主導権変更が続いた時代となった。
この1990年代のリストラを通じて、親会社NCRともパソコン・汎用機の製造からは撤退、レジスター、ATM等の電子機器は子会社に製造を移管し、主たる事業としては金融業・流通業向けのシステム構築、サーバ販売に移行している。

## 出身者
- 奈良総一郎

日本初のシステム手帳「システム・ダイアリー」の生みの親であり、日本初のオフィスコンピュータ「電算テレビ」を開発した。「ナショナル金銭登録機」当時に在籍していた（自著『電脳システム手帳』より）。
- 前田達重

元キヤノテック代表取締役社長、元キヤノン販売システム機器販売事業本部長。
- 中川具隆

Ustream Asia CEO, Apple Macintosh の日本語化を行った。
- 原田泳幸

元日本マクドナルド代表取締役会長兼社長兼最高経営責任者、元アップルジャパンCEO。
- 間宮精一

初代技師長、「間宮式金銭登録機」発明者。前身の「間宮堂」を藤山家の出資を仰ぎ改組したのが「日本金銭登録機株式会社」である。NCRの日本法人となったため、1937年5月に退社、カメラ開発に転身し「マミヤ光機製作所」を設立した。

## 主な製品
- セルフレジ
- KIOSK
- POSターミナル
- 高速イメージスキャナー
- バーコードスキャナー
- レシートプリンター
- 紙製品などの消耗品

## 工場
- 大磯工場（神奈川県中郡大磯町高麗1-10-1）（2007年に閉鎖）
- 蒲田工場（東京都大田区仲六郷）（閉鎖、売却）

## 関係会社
- オープンシステムテクノロジー株式会社
- 株式会社TBC
- 日本ATM株式会社
- 日本NCRサービス株式会社
- 日本NCRビジネスソリューション
- 日本ソルテック株式会社

## その他
- 日本金銭登録機創業の地にあった大仁工場は、1940年に「外資排除」を理由に東京芝浦電気（現・東芝）が買収し、現在は東芝テック静岡事業所（大仁）となっている。
- 1953年（昭和28年）日本最初の民間テレビ放送「日本テレビ」の第一期番組スポンサーとして、深夜の英語ニュースであった「テレニュース」を提供した。
- 2000年（平成12年）6月に神奈川県相模原市のラーニングセンター(研修用施設)跡地を青山学院大学に売却し、後に同学淵野辺キャンパスとなる。
- 1994年（平成6年）に保守サービス部門を分離し関連会社を設立。45歳以上の従業員を対象に関連会社への転籍人事を計画し、転籍要請を拒否した従業員を配転したところ、69人が人事権の濫用として会社側を1999年8月に提訴。2001年（平成13年）2月に和解したが、「転籍拒否による配転は人事権の濫用となるか」という点で注目された。
- 2003年（平成15年）に髙島屋、西武百貨店に導入した無線POSシステムが通信の暗号化を行っていないまま運用されていた事が発覚した[6]。